# Ceresfjellet
Der Ceresfjellet ist mit 1675 Metern der dritthöchste Berg des Svalbard-Archipels im Arktischen Ozean.

## Entstehung des Namens
Der Ceresfjellet ist nach dem Zwergplaneten (1) Ceres, dem größten Objekt im Asteroiden-Hauptgürtel, benannt. Dieser wiederum wurde nach der römischen Göttin des Ackerbaus, der Fruchtbarkeit und der Ehe benannt.

## Lage und Umgebung
Der Ceresfjellet liegt östlich und am oberen Ende des Tryggvebreen-Gletschers in der Berggruppe Planetfjella. Diese befindet sich im Südwesten des Gebiets Ny-Friesland im Nordosten der Hauptinsel Spitzbergen.
Er liegt nur wenige Kilometer vom Perriertoppen und Chadwickryggen entfernt.

## Routen zum Gipfel
Am 19. April 2007 gelang Robert Jasper und Markus Stofer die Erstbegehung der Westwand des Ceresfjellet. Der Aufstieg ist eine Mixed-Kletterroute und erfolgte im Alpinstil. Sie benannten die Route Northern Siesta und bewerteten sie mit dem Schwierigkeitsgrad M6.